# Adelidea anomala
Adelidea anomala är en tvåvingeart som först beskrevs av Christian Rudolph Wilhelm Wiedemann 1821.  Adelidea anomala ingår i släktet Adelidea och familjen svävflugor. Inga underarter finns listade i Catalogue of Life.